# Cybianthus perpuncticulosus
Cybianthus perpuncticulosus là một loài thực vật có hoa trong họ Anh thảo. Loài này được (Lundell) Pipoly & Lundell mô tả khoa học đầu tiên năm 1982.